# Вулиця Анни Ярославни (Київ)
Ву́лиця А́нни Яросла́вни — вулиця у Святошинському районі міста Києва, місцевість Біличі. Пролягає від вулиці Христини Сушко до Обухівської вулиці.
Прилучаються вулиця Олексія Береста, провулок Михайла Івченка, вулиці Обухівська, Академіка Булаховського, Володимира Дурдуківського і провулок Віктора Дубровського.

## Історія
Виникла у першій половині XX століття під назвою вулиця Горького, на честь радянського письменника Максима Горького. 
З 1966 року — вулиця Фадєєва, на честь радянського письменника і громадського діяча Олександра Фадєєва.
Сучасна назва на честь Анни Ярославни, доньки Ярослава Мудрого, королеви Франції — з 2016 року.

## Зображення

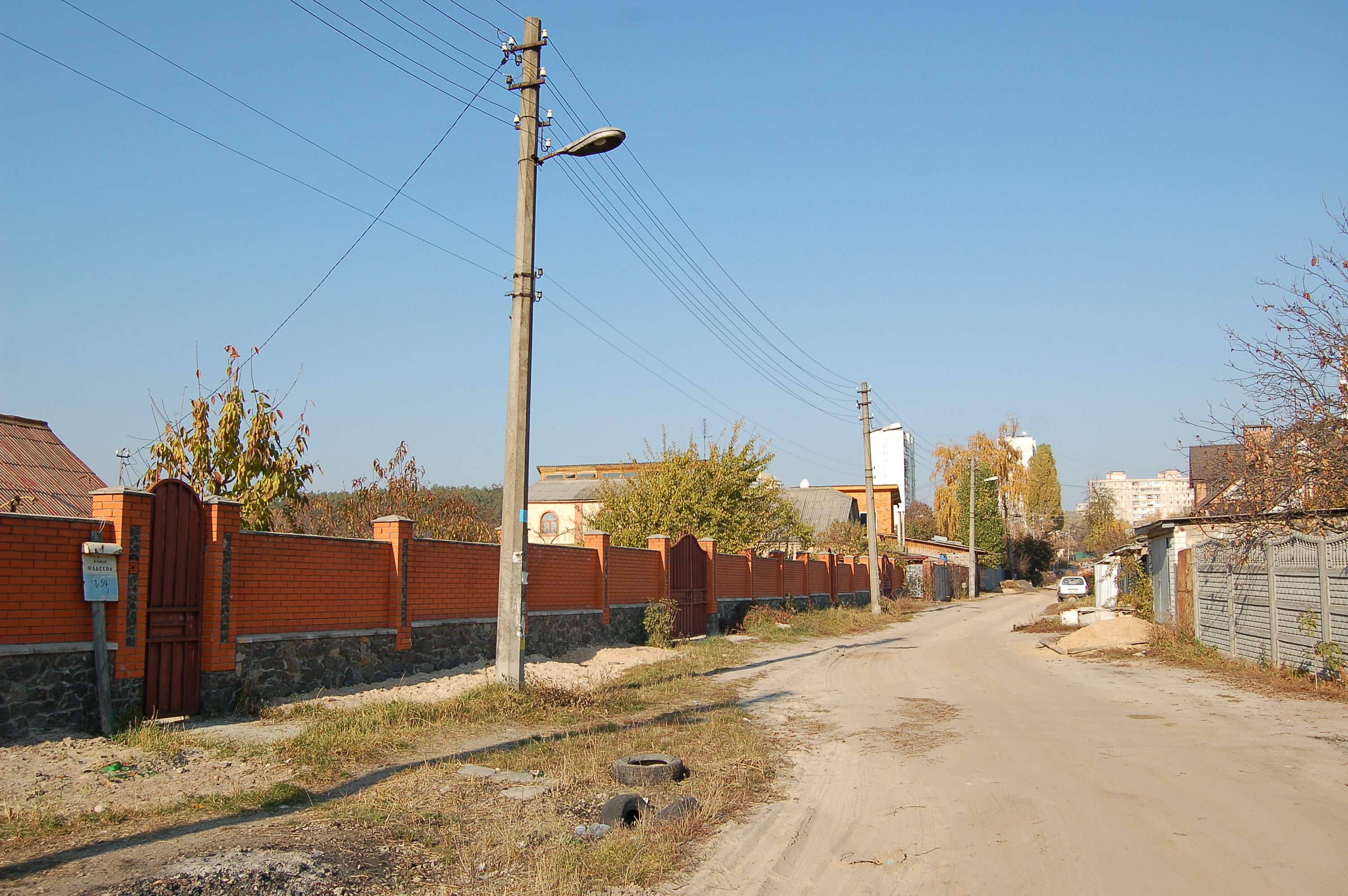